# Tim Burke (periodista)
Timothy Burke (nacido en 1977 o 1978) es un periodista deportivo y consultor de medios estadounidense conocido por sus vídeos y clips GIF. Fue miembro del personal de Deadspin de 2011 a 2018 y dirige una empresa de consultoría con sede en Tampa, Florida. Burke fue arrestado y acusado de cargos federales de conspiración en febrero de 2024 tras la publicación de imágenes no emitidas del programa de entrevistas de Fox News, Tucker Carlson Tonight, que provocó una búsqueda del FBI en su casa.

## Primeros años de vida
Burke es de Ohio y se graduó de la Universidad de Ohio con una licenciatura en periodismo. Obtuvo una maestría en comunicación de la Universidad de Míchigan Oriental antes de mudarse a Florida, donde realizó un doctorado en estudios de comunicación en la Universidad del Sur de Florida.

## Carrera
Mientras estaba en la Universidad del Sur de Florida en 2006, Burke creó el blog Mocksession.com, que capturaba capturas de pantalla «esotéricas» y clips de transmisiones deportivas en vivo, incluso en formato GIF. Posteriormente se incorporó a SportsGrid como coordinador de vídeo.
Burke proporcionó contenido de video y escribió artículos para Deadspin de 2011 a 2018. Era conocido por publicar vídeos y GIF animados de momentos poco convencionales e inusuales durante retransmisiones de noticias y deportes en directo, que se publicaban en el sitio web de Deadspin y en Twitter con el nombre @bubbaprog. Burke comenzó a capturar videos de transmisiones en vivo en 2008 con un sintonizador de TV conectado a una computadora portátil; en 2013, su configuración de captura incluía una variedad de servidor es, receptores y sintonizadores informáticos que podían grabar hasta 28 transmisiones simultáneas. El contenido de Burke incluía momentos incómodos para los comentaristas deportivos y los fanáticos, incidentes en el campo, meteduras de pata y errores en las transmisiones de noticias.
También coescribió un artículo de investigación para Deadspin con Jack Dickey en 2013 que descubrió la identidad falsa de la supuesta novia del jugador de fútbol universitario Manti Te'o y su supuesta muerte. La historia se adaptó más tarde al documental de Netflix Untold: The Girlfriend Who Didn't Exist en 2022, que incluía entrevistas de Burke y Dickey. Dejó Deadspin en 2018 luego de varias adquisiciones de contratos en Gawker Media bajo su nuevo propietario. Burke fue más tarde director de vídeo en The Daily Beast. También publicó un collage de videos de presentadores de noticias en 45 estaciones de televisión locales de Sinclair Broadcasting leyendo un guion idéntico sobre fake news en 2018; posteriormente, el vídeo se volvió viral y recibió atención nacional. Burke también dirigió otros proyectos, como bots de Twitter que publicaban noticias de última hora basadas en subtítulos cerrados de redes de noticias, junto con su contenido de vídeo.
Fundó Burke Communications, una empresa de consultoría política y de medios, en 2019.  Entre sus clientes se encontraban HBO y ESPN.

### Caso Tucker Carlson
Burke fue la fuente de dos clips filtrados de Tucker Carlson Tonight, un programa de entrevistas de Fox News, que fueron publicados por Vice en octubre de 2022 y Media Matters for America en abril de 2023. Los clips mostraban al presentador Tucker Carlson, quien dejó Fox News poco antes de que Media Matters publicara las imágenes, haciendo «comentarios groseros» sexistas; el clip de Vice incluía discusiones entre Carlson y el rapero Kanye West que incluían material antisemita. La casa de Burke fue allanada y registrada por el FBI el 8 de mayo de 2023, cumpliendo una orden judicial relacionada con el caso Tucker Carlson según el Tampa Bay Times. Como parte de la investigación se incautaron dieciséis computadoras, dos discos duros y dos teléfonos celulares.
El 22 de febrero de 2024, Burke fue arrestado y se le imputaron 14 cargos federales relacionados con el caso, incluido un cargo de asociación ilícita y varios cargos de escuchas telefónicas. La acusación formal alega que Burke y otra persona obtuvieron las imágenes de un sistema de video interno a través de «credenciales comprometidas». Los abogados de Burke afirman que las transmisiones de video se encontraron a través de URL ocultas pero de acceso público en el servicio de transmisión LiveU; supuestamente no estaban protegidos por contraseña. El caso ha sido criticado por la Freedom of the Press Foundation y la Unión Estadounidense por las Libertades Civiles por violaciones de la libertad de prensa.

## Vida personal
Burke está casado con Lynn Hurtak, miembro del Concejo Municipal de Tampa desde 2022. Viven en el barrio deSeminole Heights de Tampa, Florida. Burke forma parte de la junta directiva de Jobsite Theatre, una compañía de teatro sin fines de lucro con sede en Tampa.